# ريتشارد كوهن
ريتشارد كوهن (بالإنجليزية: Richard Cohen)‏ هو كاتب العمود وصحفي أمريكي، ولد في 6 فبراير 1941 في نيويورك في الولايات المتحدة.

## وصلات خارجية
- ريتشارد كوهن على موقع إن إن دي بي (الإنجليزية)